# Catàbasi
La catàbasi o descens a l'inframón (grec antic: κατάβασις, del κατὰ "sota" i βαίνω "anar") és un episodi recurrent en la mitologia, l'èpica i la biografia dels herois. Suposa un viatge per al protagonista que li atorga un coneixement superior, no solament de la vida sinó de la mort i el que la segueix, així com una prova de la seva força (ja que torna a la vida després d'aquesta visita). És un mitema clàssic, és a dir, una unitat d'estudi de la mitologia comparada i forma part del monomite. Es relaciona fortament amb la idea de la resurrecció
En algunes obres literàries es produeix una catàbasi simbòlica, com en les aventures del Quixot o La plaça del Diamant, que és una derivació del mite inicial.
Personatges que experimenten una catàbasi:
- Osiris
- Ixtar i els mites derivats de la seva història, incloent-hi la història de Persèfone
- Dumuzi
- Jesús
- Hèracles
- Orfeu
- Dionís
- Atis (déu)
- Teseu
- Psique
- Odisseu
- Enees
- Enkidu
- Gilgamesh
- Hunahpú i Ixbalanqué
- Dant
- Bàlder
- Mahoma
- Izanagi
- Llàtzer de Betània
- Dioscurs
- Lemminkäinen